# Navio cargueiro

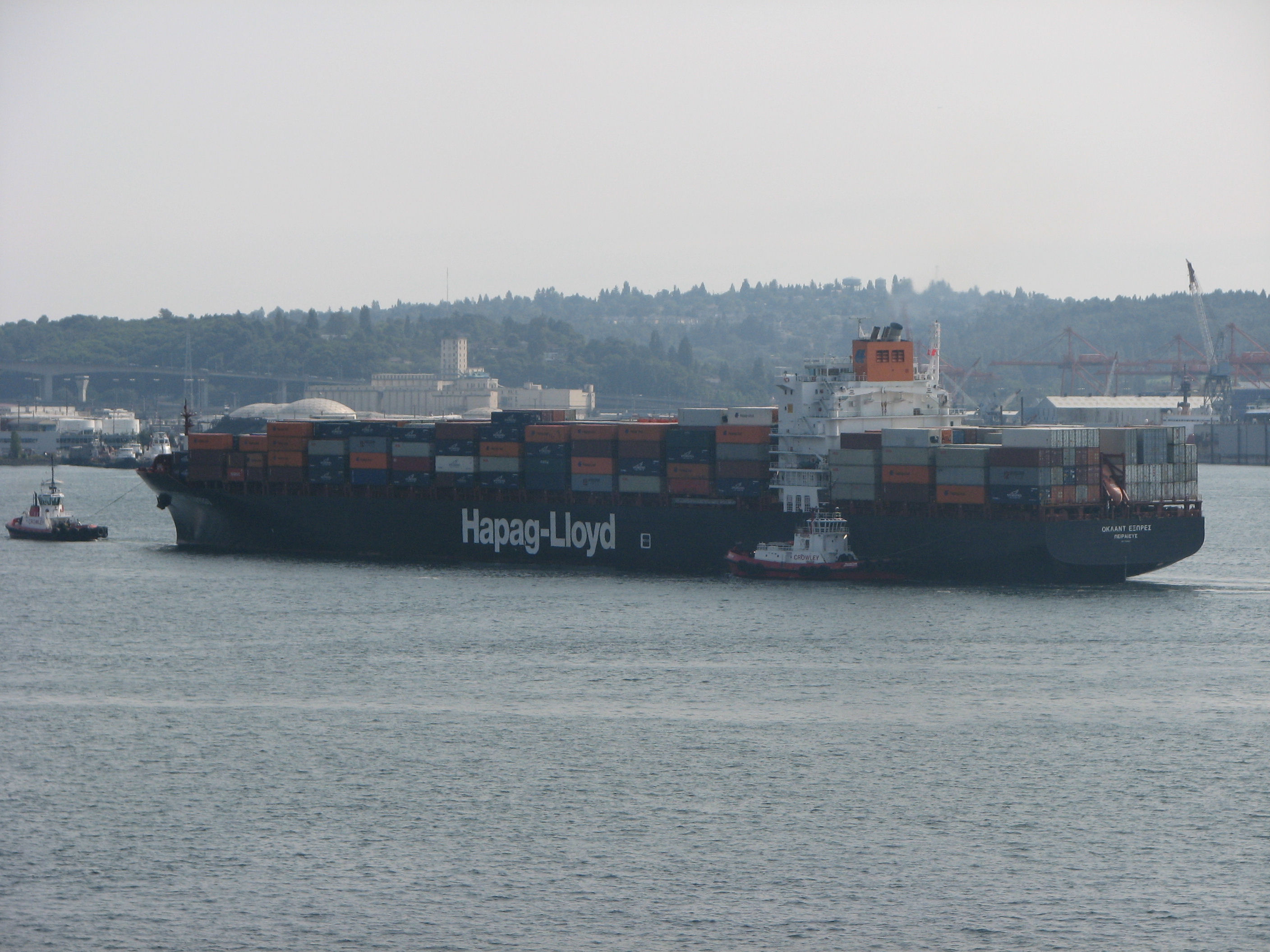
Um navio cargueiro em Elliot Bay, Seattle, Washington

Um navio cargueiro ou navio de carga é um tipo de navio utilizado para o transporte de cargas. Construídos para carregar cerca 4 000 contentores, estes navios facilmente recebem o título de maior meio de transporte já construído. Estas embarcações podem levar até 12 passageiros e aplicam-se-lhes as classificações gerais, legais e de construção dos navios mercantes. Os cargueiros são cada vez mais dotados de meios tecnológicos e maquinaria de ponta que lhes transmite uma maior automatização.
Desde que a primeira embarcação foi construída há mais de 10 000 anos, o transporte marítimo tem sido fundamental para a indústria e o comércio do mundo inteiro. Apesar de avanços no transporte aéreo e comunicações, as embarcações e o transporte marítimo ainda representam um papel essencial na economia global.
Actualmente, o volume de carga seca mundial é transportado via navios de carga com um carregamento de contentores padronizados de dimensões externas com 20' (6 058 mm) ou 40' (12 116 mm) de comprimento e sendo as dimensões de largura e altura idênticas para ambos (2 438 mm de altura por 2 591 mm de largura). Eles são especificamente desenvolvidos para serem levantados por guindastes colocados na embarcação e nos comboios ou caminhões para facilitar a distribuição.[carece de fontes?]

## Tipos de navios
A forma mais comum de classificação de navios é segundo a sua actividade. Existem cinco categorias não-militares: comércio, pesca, recreio, rebocadores e auxiliares. Contudo, devido à imensa diversidade de navios existentes, utiliza-se uma outra classificação mais detalhada com tipos e subtipos que se referem à natureza do tráfego (longo curso, cabotagem, costeiro e de tráfego local), a forma do casco, o tipo de carga (carga geral ou especial), o sistema de movimentação da carga e o tipo de sistema propulsor, sendo elas Militar, Comércio, Industria, Auxiliares.
Os navios para o comércio dividem-se em dois subtipos: de carga, que se dividem ainda em Graneleiros (Petroleiros, Graneleiros Sólidos, Químicos, Gases Liquefeitos, Combos), de Carga Unitizada (Porta Contentores, Ro-Ro, Porta-Barcaças), e de Carga Geral (Multiporpuse, Box Type, Heavy Lift, Reefer), Como navios de passageiros, podem considerar-se os de cruzeiro, Ferries, Log Carriers, e Cattle Carriers.
Os navios para a indústria, apresentam-se os subtipos de navio de pesca, MODU, FPSO, shuttle tankers, dragas, lança-cabos; e nos auxiliares, temos os rebocadores, pilotos, supply, navios de salvamento, de combate a incêndios, de combate à poluição, quebra-gelos e de pesquisa. (Tipo de Navios, 2009?)

### Navios porta contentores
Os navios porta contentores são navios muito semelhantes aos navios de carga geral. A escotilha de carga abrange praticamente toda a área do convés e são providas de guias para encaixar os contentores nos porões e alguns destes navios apresentam guindastes especiais. (TRANSAEX, 2009) A criação dos navios porta contentores nos anos 50 e a sua evolução, constitui uma das mais marcantes facetas da engenharia naval do século XX. A capacidade dos navios porta contentores é medida em TEU's (twenty foot equivalent units) ou de uma forma mais comum em FEU's (forty foot equivalent units). A largura padrão dos contentores é de 8', enquanto a altura mais comum é de 8,5'. por vezes utilizam-se contentores com 9,5' para cargas de baixa densidade.
A designação FCC (full container carrier) é por vezes utilizada para distinguir os navios que se destinam exclusivamente ao transporte de contentores e por isso são equipados com guias nos porões. Os porta contentores são utilizados em serviços de linha normalmente combinando o transporte transoceânico em navios de grandes dimensões com a distribuição em navios feeder. Estes navios feeder são autodescarregadores, são equipados com gruas para poder servir portos mais pequenos e menos desenvolvidos.
Os navios porta contentores apresentam vários tamanhos. Os Feeder, com uma capacidade de 100 a 499 TEU's, os feedermax, suportam de 500 a 999 TEU's, os Handy, carregam 1 000 a 1 999 TEU's, Sub-Panamax, 2 000 a 2 999 TEU's, Panamax 3 000 a 4 500 TEU's e os Post-Panamax que suportam mais de 4 500 TEU's. (Porta Contentores, 2009?)

### Ferri boat

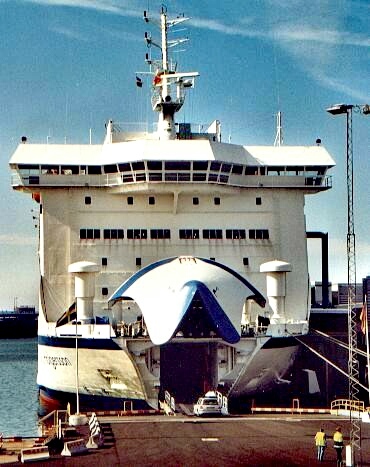
Um supercargueiro ferri boat

Os ferri boat são navios em que a carga entra e sai dos porões na horizontal ou quase horizontal e geralmente sobre rodas (como os automóveis, autocarros e caminhões) ou sobre outros veículos.  (TRANSAEX, 2009)
O desenvolvimentos dos primeiros navios porta contentores despertou o interesse na procura de soluções alternativas para a movimentação de cargas unitizadas, e assim surgiram os ferris ou ro ro (brasileiro) destinados ao transporte de contentores em atrelados (trailers). O primeiro navio ferri boat, o N/M Comet, foi construído em 1958 nos EUA para transportar veículos militares. Este navio foi o protótipo para vários projectos que surgiram pouco depois nos EUA e na Europa. Os ferris podem transportar diferentes tipos de cargas:  
- Ferries que transportam veículos e passageiros, utilizados em viagens curtas;
- Car Carriers especializados no transporte de automóveis de fábrica em viagens longas. O termo PCC (pure car carrier) é utilizado para descrever navios que se assemelham a grandes garagens flutuantes, utilizados exclusivamente para este tipo de transporte;
- Trailer Carriers especializados no transporte de atrelados, permitindo cargas e descargas muito rápidas servindo-se de tractores especiais:
- Warehouse Carriers capazes de acomodar todo o tipo de carga.

### Navios de carga geral
Os navios de carga geral são os mais numerosos navios que operam em nível mundial, mas a utilização generalizada de navios porta contentores e outros navios retirou aos navios de carga geral esse seu mercado tradicional. Os navios de carga geral podem transportar todos os tipos de mercadoria e materiais  para qualquer parte do mundo, o que lhes deu o termo de "tramp". (Seaman Job Bank International, [2009]) 

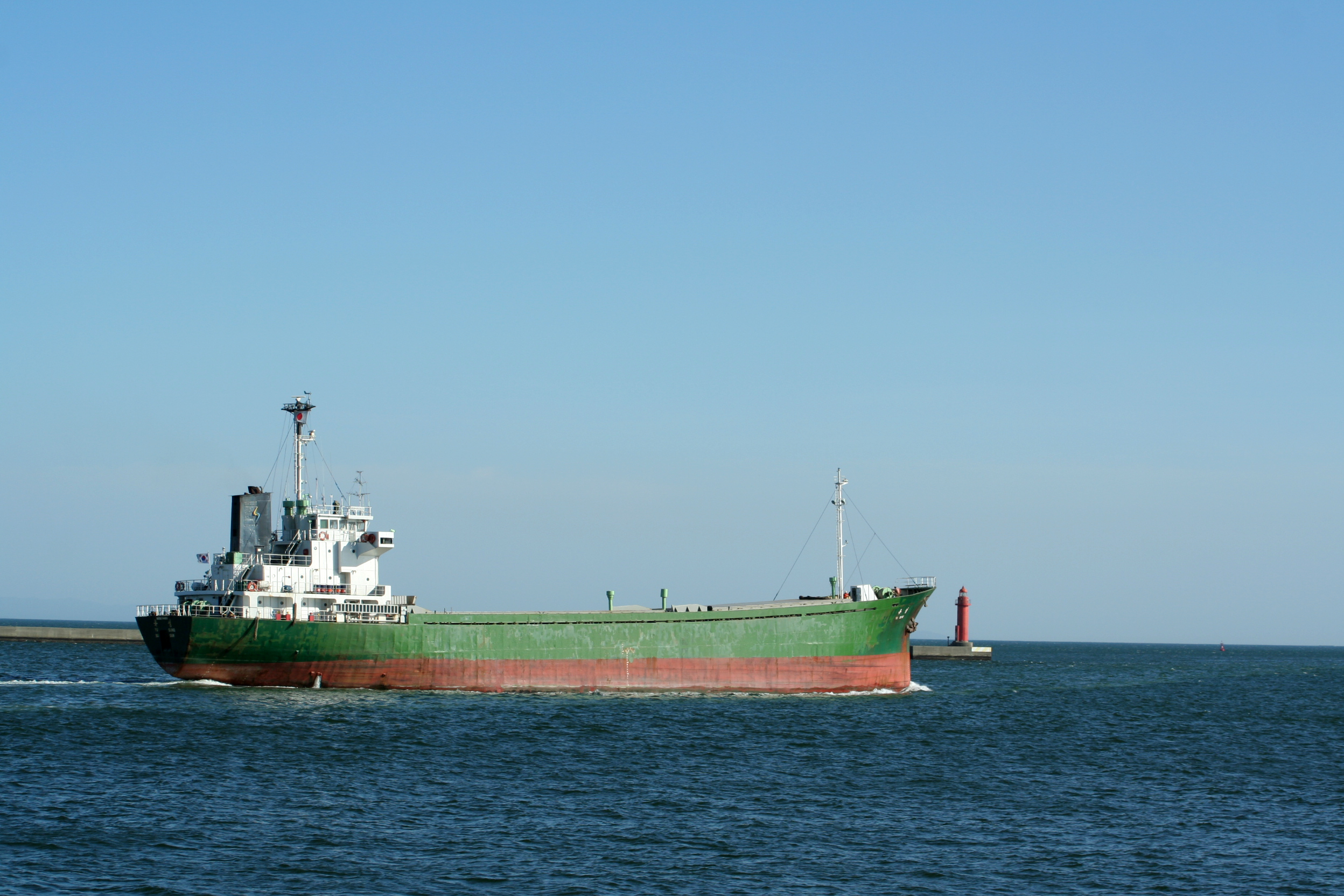
O navio de carga geral Yu Sung.

Estes navios têm aberturas retangulares no convés principal e cobertas de carga chamadas escotilhas de carga, por onde a carga é embarcada para ser arrumada nas cobertas e porões. A carga é içada ou arriada do cais para bordo ou vice-versa pelo equipamento do navio (paus de carga e ou guindastes) ou pelo existente no porto. (TRANSAEX, 2009) Em contraste com a especialização de outros tipos de navios, o navio de carga geral distingue-se pela sua flexibilidade. Os dois tipos de navios mais comuns são o multipurpose e o Box-type. O primeiro alcança uma velocidade de cerca de 15 nós e apresenta um arranjo de porões que permite várias combinações de carga.
Os navios Box-type estão adaptados ao transporte de cargas unitizadas como contentores, paletes, fardos e produtos siderúrgicos. Existe um grande número de navios deste tipo no mercado costeiro europeu e tipicamente têm um porte de 2 500 a 6 000 dwt (tween-decker) e um ou dois porões abertos servidos por escotilhas.
Outros tipos de navios que pertencem à categoria de carga geral, têm aptidões mais específicas para determinadas cargas, tais como:  (Navio Carga Geral, 2009?)
- Heavy-lift para transportar cargas com peso excessivo;
- Cattle Carriers para o transporte de gado;
- Log Carriers para o transporte de toros de madeira;
- Reefers para o transporte de carga refrigerada.

### Navios porta-barcaças
Os navios porta-barcaças surgiram nos anos ’60 como uma solução eficiente para o transporte de cargas originadas no rio Mississipi e destinadas a portos europeus servidos por rios. Os primeiros navios LASH (lighter aboard ship) transportavam 89 barcaças de 60’ (18,8 m) com capacidade para 370 t de carga por unidade. As barcaças são posicionadas a bordo por meio de uma grua de pórtico.
Nos anos 70 surgiu uma outra solução para o transporte de barcaças com maiores dimensões, com capacidade para 840 t de carga, exatamente metade do tamanha da barcaça-tipo utilizada no Mississipi. Este tipo de navio chamado Seabee utiliza um elevador à popa, com capacidade para 2 000 t, que movimenta duas barcaças de cada vez. As barcaças são colocadas na sua posição final por meio de um sistema carris.  (Navio Porta Barcaças, 2009?)

### Navios graneleiros
Os navios graneleiros são destinados ao transporte de grandes quantidades de carga a granel, como milho trigo soja, etc. E caracterizam-se por um longo convés principal em que o único destaque são os porões.  (TRANSAEX, 2009) Até aos anos 50 os graneis sólidos eram transportados em navios de carga geral, em condições muito deficientes do ponto da estabilidade (designadamente no transporte de cargas como cereais e carvão que têm tendência para correr) e da descarga. Foi Ole Skaarup, fundador da companhia americana Skaarup Shipping Co., quem primeiro idealizou um graneleiro em que os porões de carga têm anteparas longitudinais inclinadas no topo para reduzir a superfície livre e no fundo para facilitar a descarga. o primeiro navio deste tipo foi o N/M Cassiopeia construído em 1955.
Os navios graneleiros sólidos são classificados segundo o porte, havendo que distinguir alguns sub-tipos especialmente desenhados para certas cargas. Classificação por porte pode ser: HANDYSIZE (15 - 50 000 dwt), HANDYMAX (35-50 000 dwt), PANAMAX (60 - 80 000 dwt) e CAPESIZE (120 - 170 000 DWT). Nos graneleiros especializados temos os mineraleiros, projectados especificamente para o transporte de minérios. Possuem, normalmente, porões de carga centrais e tanques de lastro laterais que se estendem ao nível do convés até o fundo do navio. Cimenteiros, conbulkers, OBO's (Ore/Bulk/Oil) e OO's (Ore/Oil).  (Navio Graneleiro, 2009?)
O termo Panamax designa os navios que têm o tamanho máximo para poderem transitar através do canal do Panamá, tamanha esse que está limitado a 275 metros de comprimento, 32,3 metros de largura e 12 metros de profundidade. O termo Capesize está relacionado com a grande largura ou profundidade de navegação exigidas por esses navios que excedem as dimensões do canal do Panamá e do Suez. Estes navios possuem duas rotas típicas: a primeira do oceano atlântico para o pacífico e vice-versa, contornando a América do Sul via cabo Horn; e a segunda, do Oceano Atlântico para o Oceano Índico (ou vice-versa), contornando a África via Cabo da Boa Esperança.
Outro tipo especial de graneleiros, os conbulkers, são desenhados para transportar graneis sólidos e contentores, tipicamente em viagens redondas em serviço de linha. É uma solução interessante para rotas em que o tráfego de contentores é desequilibrado, em que há forte predominância das importações ou exportações. È no Pacífico, particularmente entre os EUA e o extremo oriente, que os conbulkers têm encontrado maior sucesso.
As proporções e o arranjo interno destes navios são fortemente influenciados pelo tipo e densidade da carga que pode variar de cereais para minérios de ferro. Graneleiros dos tipos OBO e o OO são também chamados combo ou combi, navios que combinam a capacidade de transporte de graneis sólidos e líquidos - ore/bulk/oil e ore/oil, respectivamente.  (Nicoletti, 2008)

### Navios químicos
Os navios químicos foram desenvolvidos para o transporte de uma vasta gama de diferentes produtos químicos, e têm uma capacidade média de 37 000 TDW e um comprimento de 180 metros. O design dos navios tanques de hoje é caracterizado por uma alta velocidade possibilitada por um grande hélice. Durante as operações, estes navios navegam com diferentes cargas e carregamentos, portanto a otimização do desenho é caracterizada por encontrar um compromisso diferentes calados. (MARIN, 1929)
Existem três tipos de navios para o transporte de produtos químicos, categorizados em função do perigo que as suas cargas oferecem ao meio ambiente, para os quais se estipulam critérios de arranjo e protecção dos tanques:  (Navio Químico, 2009?)
- Navio de tipo I - substâncias perigosas com efeitos graves para além da vizinhança imediata do navio;
- Navio de tipo II - substâncias perigosas que não têm efeitos graves para além da vizinhança imediata do navio;
- Navio de Tipo III - substâncias menos perigosas para o meio ambiente.

### Navios petroleiros

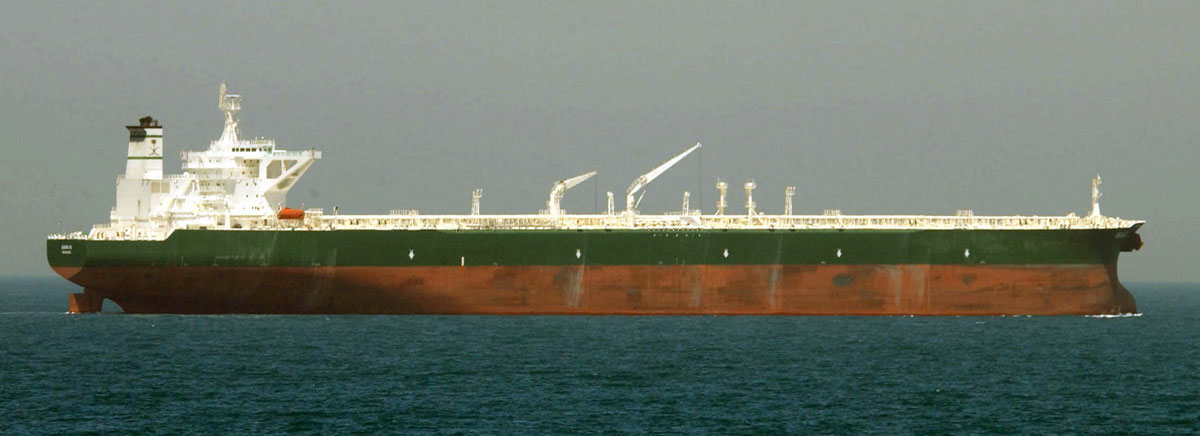
O superpetroleiro AbQaiq pode transportar até 2 milhões de barris de petróleo a bordo.

Os petroleiros são normalmente classificados por produto e por porte. A classificação por produto divide-se em: Crude, Clean Products (produtos brancos) e Dirty Products (produtos pretos). Os navios de produtos brancos transportam produtos refinados tais como gasolinas, diesel e gasóleo, que requerem revestimento adequado dos tanques para evitar contaminação. Os navios de produtos pretos transportam combustível e outros produtos relativamente viscosos que requerem aquecimento dos tanques. A classificação por porte é em: Handysize (15 - 50 000 dwt), Panamax (60 - 80 000 dwt), Aframax (80 - 120 000 dwt), Suezmax (120 - 170 000 dwt), VLCC (200 - 300 000 dwt) e ULCC (> 300 000 dwt).  (Navio Petroleiro, 2009?)
O convés do petroleiro é forrado de canos interligados entre si, que distribuem o óleo igualmente entre os diferentes tanques para garantir o equilíbrio do navio. No carregamento, o óleo flui por esta rede de canos naturalmente, seguindo a força da gravidade. Já no descarregamento entra em acção um sistema de bombeamento de alta pressão. O petróleo entra e sai do navio por uma das duas tomadas de carga, pontos de conexão do petroleiro com os reservatórios em terra. No fundo dos tanques, serpentinas aquecem o óleo para diminuir sua viscosidade e acelerar o descarregamento, que leva em média um dia. Contudo, dependendo do tipo de petróleo e da temperatura em que ele chega, esse processo pode levar três dias. 
O interior do petroleiro é formado por 8 a 12 tanques enormes, separados por placas vazadas, cuja função é evitar a formação de ondas dentro da embarcação. Uma onda formada por mais de 300 milhões de litros de petróleo poderia até fazer o navio emborcar. Cerca de dois terços do petróleo produzido e comercializado no mundo chegam aos países importadores pelo mar. São mais de 2,4 bilhões de toneladas de óleo atravessando os oceanos em cerca de 3 500 petroleiros. Sem a fonte de energia que eles carregam, o mundo sofreria um apagão global.  (Como funciona um petroleiro?, [2007])

### Navios de transporte de gás liquefeito
São os navios destinados ao transporte de gases liquefeitos. Caracterizam-se por apresentarem um convés principal coberto de tanques típicos de formato arredondado.  (TRANSAEX, 2009)
Um gás liquefeito é definido como uma substância com uma pressão de vapor superior a 275 kPa (kilo-pascal) à temperatura de 37,8 °C. Nesta classe de substâncias estão incluídos gases de petróleo liquefeitos ou GPL, gás natural liquefeito ou GNL e vários outros. Os navios desenhados para o transporte de GPL são adequados para o transporte da maioria dos gases químicos. Os tipos mais comuns de GPL podem ser transportados sob a forma líquida em três condições:
- À temperatura ambiente, sob pressão de 18 bars;
- Totalmente refrigerados (-30 °C a -48 °C) à pressão ambiente;
- Semi-refrigerados sob pressão de 5 a 8 bars.

O GNL é transportado a uma temperatura perto da vaporização, -165 °C. E existem quatro tipos básicos de tanques para o transporte de gás liquefeito:  (Navio Transporte de Gás Liquefeito, 2009?)
- Tanques integrais que constituem parte integrante da estrutura do navio, acompanhando as deflexões da estrutura adjacente;
- Tanques de membrana são construídos com paredes de pequena espessura suportadas pela estrutura do navio através de uma barreira isoladora, podendo expandir e comprimir livremente;
- Tanques de semi-membrana, construídos com cantos arredondados, evitando o contacto com a estrutura do navio, e por isso livres para expandir e contrair, enquanto as superfícies planas são suportadas pela estrutura;
- Tanques independentes suportam integralmente o peso da carga.

## O maior navio
O título de maior navio do mundo pertence ao petroleiro Knock Nevis, com 458,4 metros de comprimento e 68,9 metros de largura. Este navio começou a navegar em 1981 batizado de Seawise Giant. Em 1988, foi bombardeado por caças iraquianos durante a guerra Irã-Iraque, sendo depois reformado, voltando a navegar em 1989, renomeado Happy Giant. Em 1991 voltou a ser renomeado Jahre Viking, nome pelo qual se tornou mundialmente famoso. Em 2004 o Jahre Viking deixou de navegar e transportar petróleo, foi novamente renomeado Knock Nevis e passou a funcionar como um navio FSO (Floating Storage and Offloading - Base Flutuante de Armazenamento de Produtos Petrolíferos) no Qatar para a Maersk Oil. O peso carregado deste navio e de 564 763 toneladas e tem uma capacidade de carga de 674 297 metros cúbicos ou 4 240 865 barris de petróleo, uma carga que equivale ao valor de 122 milhões de dólares.
Totalmente carregado este navio assenta a 24,5 metros de profundidade no mar, uma profundidade suficientemente grande para impedi-lo de ter acesso a maioria dos principais portos do mundo. A carga de petróleo que normalmente carrega está separada do mar por apenas 3,5 centímetros de aço. O Knock Nevis movimenta-se através de turbinas a vapor e uma hélice de 9 metros de diâmetro que gira a 85 RPM (rotações por minuto) e atinge uma velocidade máxima de 29Km/h.
Sobre o nome de Jahre Viking, este navio, transportava petróleo do Golfo Pérsico para os Estados Unidos e são necessários alguns deles somente para suprir o consumo diário de petróleo americano. O Knock Nevis só consegue fazer curvas num raio de 3,7 km (mais de 2 milhas) e na velocidade máxima, para parar totalmente o Jahre Viking precisa de 10 km (5,5 milhas para parar). Com uma tripulação de 40, para estes não perderem tempo e não se cansarem andam de bicicleta no convés.  (O maior Navio Petroleiro de Mundo, 2009?)
Enquanto o Knock Nevis é o maior navio no geral, o título do maior navio de contentores pertence a Emma Maersk. O navio é um soberbo trabalho de engenharia, que segundo muitos especialistas é não só um sinal de poder, mas também é de muito rentável utilidade para a sociedade da Maersk Line, que tem a maior frota de navios de Carga do mundo. Através dos anos, muitos foram os navios que receberam o prémio de mais moderno e maior navio de contentores marítimos, mas é o Emma Maersk que realmente merece possuir este prémio. O navio tem cerca de comprimento de 397 metros, 56 metros de largura e 30 metros de projecto. O peso carregado do navio é 156 907 toneladas métricas. A capacidade dos recipientes que podem ser transportadas por Emma Maersk é 11 000 TEU em cálculos da empresa e mais de 13 800 TEU no cálculo da OMI, e transporta cerca de 1 400 contentores, mais do que qualquer outro navio, o que lhe dá o título de maior porta contentores do mundo.
O navio foi construído em 2006 no estaleiro de Aço Estaleiro Odense, na Dinamarca. A história deste navio é cheio de escândalos tendo sofrido um grande incêndio no estaleiro que lhe causou inúmeros danos. Mas tudo foi reparado depressa, e a 12 de agosto de 2006 este navio foi baptizado de Emma Maersk, o nome da ex-mulher do dono da Maersk Group. A primeira viagem deste colosso foi a 8 de setembro desse mesmo ano.
Para se poder deslocar, este navio necessita de um motor bastante potente, e portanto está equipado com um que lhe proporciona 109 000 HP (Horse Power) com uma velocidade de cruzeiro de 25,2 nós e uma velocidade máxima de 27,5 nós. (Merchant Vessel, 2008).